# Hoplopsyllus pectinatus
Hoplopsyllus pectinatus är en loppart som beskrevs av Barrera 1967. Hoplopsyllus pectinatus ingår i släktet Hoplopsyllus och familjen husloppor. Inga underarter finns listade i Catalogue of Life.